# Die Tageszeitung
Die Tageszeitung (kurz taz, Eigenschreibweise taz, die tageszeitung) ist eine überregionale deutsche Tageszeitung, die als grün-links und linksalternativ beschrieben wird. Die taz hat sich mit ihrer Gründung 1978 der Gegenöffentlichkeit verpflichtet.
1978 nach dem Tunix-Kongress in West-Berlin als alternatives, selbstverwaltetes Projekt gegründet, wurde sie bis Ende 1992 vom Verein Freunde der alternativen Tageszeitung herausgegeben. Seitdem fungiert die zur Bewahrung der verlegerischen Unabhängigkeit in einer existenziellen Krise eigens neu gegründete taz, die Tageszeitung Verlagsgenossenschaft als Herausgeberin. Die taz wird redaktionell seit 2020 von einer weiblichen Doppelspitze geführt. Im September 2024 teilte die Geschäftsführung mit, dass die taz als erste überregionale deutsche Tageszeitung die Druckausgaben – bis auf die Wochentaz – am Samstag, den 18. Oktober 2025 einstellen wird.

## Zeitung
Die 1978 gegründete taz ist bundesweit erhältlich und erscheint seit dem 17. April 1979 werktäglich (von Montag bis Samstag). Sie erscheint im sogenannten Berliner Format. Damit ist sie etwas kleiner als die meisten anderen großen überregionalen Zeitungen, die im Norddeutschen Format erscheinen. Am 18. April 2009 erschien erstmals die sonntaz als Beilage in der Samstagsausgabe. Dieses neue Format ging mit der Einführung des Wochenendabos einher. Im April 2013 wurde die sonntaz in taz am Wochenende umbenannt. 2014 verschmolzen die Samstagsausgabe und die Wochenendbeilage schließlich zu einem gemeinsamen Produkt.
Am 12. November 2022 erschien dann erstmals die neue wochentaz, eine Wochenzeitung, die die bisherige Wochenendausgabe ersetzt und im Unterschied zu dieser eine ganze Woche lang im Einzelverkauf angeboten wird. Mit dieser Änderung war die Ankündigung verbunden, die nur noch montags bis freitags erscheinenden werktägliche Ausgabe „perspektivisch […] auf das digitale Format umzustellen, das man schon jetzt täglich per App beziehen kann“.
Neben der Printausgabe wird die Zeitung auch in digitaler Form als elektronische Zeitung angeboten. Im monatlich kündbaren Abonnement ist der E-Paper via E-Mail-Versand und Download in den Formaten MOBI, EPUB (ohne Digital Rights Management), PDF, HTML und TXT (in reiner Textversion) erhältlich. Für die Nutzung auf Smartphones und Tablets gibt es für Apple und für Android-Betriebssysteme eine App, die auch via F-Droid beziehbar ist. Einzelausgaben werden im elektronischen Kiosk in den Formaten PDF, EPUB und Mobipocket angeboten.
Die taz hatte im 4. Quartal 2010 2.508 ePaper-Abos und im 4. Quartal 2019 10.834 Abos. Insgesamt wurden im 4. Quartal 2019 16.330 ePaper verkauft.
Die Geschäftsführung stellte erstmals im Jahr 2018 Überlegungen an, angesichts des „grundlegenden Strukturwandels“ in der Medienlandschaft die tägliche Printausgabe einzustellen. Um 2020 wurde der Beginn der Transformation vom Papier zu digitalbasierter Art verkündet. Auf der Genossenschaftsversammlung 2023 wurden Überlegungen vorgestellt, die montags bis freitags erscheinende Ausgabe ab einem Zeitpunkt im Jahr 2025 nicht mehr zu drucken, sondern nur noch digital zu vertreiben. Auf der Genossenschaftsversammlung im Herbst 2024 wurde bekannt gegeben, dass nach der Ausgabe am 17. Oktober 2025 der Druck der werktäglichen Ausgaben beendet wird und die Abonnenten dann mit dem E-Paper beliefert werden; lediglich die am Samstag erscheinende Wochenzeitung „wochentaz“ soll weiterhin als Druckausgabe erscheinen.

### Auflage
Die taz hat wie die meisten deutschen Tageszeitungen in den vergangenen Jahren an Auflage eingebüßt. Die verkaufte Auflage ist von 2009 bis 2019 um durchschnittlich 1,3 Prozent pro Jahr gesunken. Im Vergleich zum dritten Quartal 2018 ist die Gesamtauflage (Papier sinkend / digital steigend) im dritten Quartal 2019 um 1,0 Prozent gesunken. Sie beträgt gegenwärtig 47.587 Exemplare. Der Anteil der Abonnements an der verkauften Auflage liegt bei 74,9 Prozent.
| 1998  | 1999  | 2000  | 2001  | 2002  | 2003  | 2004  | 2005  | 2006  | 2007  | 2008  | 2009  | 2010  | 2011  | 2012  | 2013  | 2014  | 2015  | 2016  | 2017  | 2018  | 2019  | 2020  | 2021  | 2022 | 2023 | 2024 |
| ----- | ----- | ----- | ----- | ----- | ----- | ----- | ----- | ----- | ----- | ----- | ----- | ----- | ----- | ----- | ----- | ----- | ----- | ----- | ----- | ----- | ----- | ----- | ----- | ---- | ---- | ---- |
| 58470 | 58775 | 57089 | 63658 | 59894 | 59558 | 59559 | 60591 | 58836 | 56106 | 56671 | 57735 | 55864 | 53755 | 56575 | 58121 | 53812 | 51959 | 51614 | 53394 | 49895 | 49056 | 50284 | 49861 |      |      |      |

| 1998  | 1999  | 2000  | 2001  | 2002  | 2003  | 2004  | 2005  | 2006  | 2007  | 2008  | 2009  | 2010  | 2011  | 2012  | 2013  | 2014  | 2015  | 2016  | 2017  | 2018  | 2019  | 2020  | 2021  | 2022 | 2023 | 2024 |
| ----- | ----- | ----- | ----- | ----- | ----- | ----- | ----- | ----- | ----- | ----- | ----- | ----- | ----- | ----- | ----- | ----- | ----- | ----- | ----- | ----- | ----- | ----- | ----- | ---- | ---- | ---- |
| 47406 | 45995 | 47382 | 49248 | 49035 | 49240 | 48331 | 48308 | 46126 | 46048 | 45162 | 46149 | 46081 | 44570 | 45889 | 45575 | 42293 | 43029 | 40921 | 40566 | 39759 | 39503 | 40769 | 39489 |      |      |      |

### Regionalausgaben

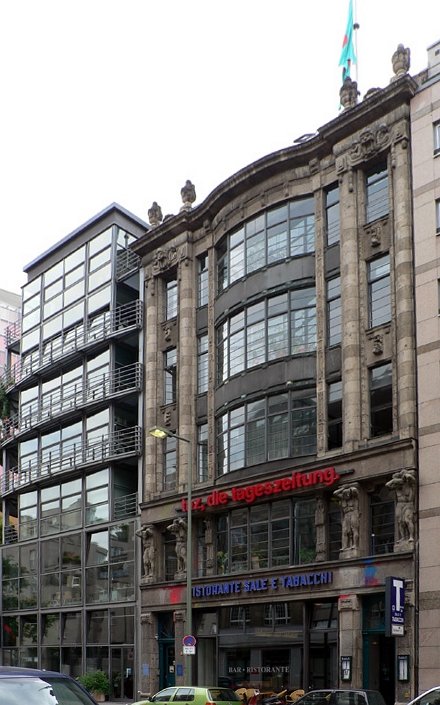
Sitz der tageszeitung in der Rudi-Dutschke-Straße im Berliner Ortsteil Kreuzberg bis Oktober 2018

#### Berlin/Ostdeutschland
Am 3. November 1980 erschien die erste Ausgabe des Berliner Regionalteils der taz. Dieser ist heute auch Bestandteil der in Ostdeutschland vertriebenen Ausgaben.

#### RegionalausgabeNord
Darüber hinaus gibt es die Regionalausgabe Nord für die Bundesländer Bremen, Hamburg, Niedersachsen und Schleswig-Holstein. Spezialisiertere Regionalausgaben, etwa die münster taz, taz ruhr oder eigene Ausgaben für Hamburg (seit 1982) und Bremen (seit 1984) sind inzwischen in der Regionalausgabe taz Nord aufgegangen, dies vor allem aus Kostengründen. Das taz ePaper enthält sowohl den Berliner Regionalteil als auch die Regionalseiten der taz-Nord.

#### taz nrw
Die taz nrw, die aus den Regionalausgaben taz Köln und taz Ruhr hervorgegangen war, erschien aus finanziellen Gründen nach einer gescheiterten Rettungskampagne am 4. Juli 2007 zum letzten Mal.

#### tageszeitung DDR
Ende 1989/Anfang 1990 entstand ein alternatives Zeitungsprojekt mit einem jungen „Ost-Team von enthusiastischen Amateuren“ die tageszeitung DDR (auch DDR tageszeitung, ddr taz, taz; Berlins Überregionale/Ausgabe Ost, taz Ost bzw. Ost-taz). In den Räumen des ZK der SED und in der Druckerei des Neuen Deutschland wurde ab dem 26. Februar 1990 die Ost-taz produziert.
Bis 21. April 1990 bestand redaktionelle Unabhängigkeit von der taz (West).
Im Juni 1990 veröffentlichte die taz (West) gegen den Willen der Ost-tazler eine Liste mit 9.251 Adressen von ehemaligen Stasi-Objekten.
Dieser sogenannte Stasi-Streit, die Währungsunion und der Umzug bzw. die Integration in das Stammhaus der taz (West) leiteten das Ende der Ost-taz ein. Am 30. September 1991 erschien die letzte Ausgabe der tageszeitung DDR.

### Preisstruktur
Die tageszeitung bietet beim regulären Abonnement drei unterschiedliche Preisstufen in einem sogenannten „Soli-Preis-System“ an. Dabei wählen die Abonnenten selbst aus, welchen Preis sie zahlen. Zudem gilt auch beim digitalen Abonnement als E-Paper das „Soli-Preis-System“.
Darüber hinaus gab es weitere befristete Abonnementsvarianten zu Festpreisen. Sonderaktionen zu wichtigen politischen Ereignissen schlossen ein „Neuwahl-Abo“ zur Bundestagswahl 2005 ein, bei dem der Wahlausgang den Abonnementspreis beeinflussen sollte. Zur bayerischen Landtagswahl Ende September 2008 warb die taz mit dem Versprechen, neuen Abonnenten für jedes Prozent, das das Wahlergebnis der CSU unter 50 Prozent der Wählerstimmen bleiben würde, die taz einen Monat lang gratis zu liefern.

### Beilagen
Alle Abonnements schließen die deutsche Ausgabe der französischen Monatszeitung Le Monde diplomatique mit ein.
In der taz.am wochenende erscheint eine 4-seitige Printausgabe der Stuttgarter Internet-Zeitung Kontext: Wochenzeitung.
Perşembe war eine zweisprachig auf Deutsch und Türkisch erscheinende Wochenzeitung, die seit dem Jahr 2000 jeden Donnerstag deutschlandweit der taz beigelegt wurde. Perşembe bedeutet auf Türkisch (und auch auf Kurdisch) Donnerstag. Verantwortlicher Redakteur des achtseitigen Blattes war Ömer Erzeren. Das vielgelobte Experiment wurde nach einiger Zeit wieder eingestellt.

### Leserbefragungen
Der deutsche Kommunikations- und Medienwissenschaftler Bernd Blöbaum begann 1993 wissenschaftliche Befragungen von Lesern der taz, um „die ‚Seele‘ der taz-Leserschaft“ zu erforschen.

## taz.de
Seit dem 12. Mai 1995 stellt die taz ihre Inhalte ins Internet. Alle Artikel, Podcasts und Videos sind frei abrufbar, die taz stellt Nutzern frei, ob sie dafür bezahlen. Dafür erscheint beim (erstmaligen) Anklicken eines Artikels ein Pop-up-Fenster mit den Auswahlmöglichkeiten „Ja, ich will“ und „Schon dabei!“.
Ältere Artikel sind im Online-Archiv verfügbar, das taz-Artikel seit dem 1. September 1986 bis heute enthält sowie ausgewählte Texte der deutschsprachigen Ausgabe von Le Monde diplomatique seit Mai 1995.
Lagen die Seitenabrufe für taz.de zu Beginn der IVW-geprüften Zählung im Oktober 2001 erst bei rund 200.000, wurden am 8. November 2010 im Rahmen der Live-Berichterstattung über die Castor-Proteste erstmals auf taz.de an einem einzelnen Tag über 1,5 Millionen Seitenabrufe verzeichnet. Im März 2021 lag die Zahl der Unique User auf taz.de bei ca. 3,8 Millionen.
taz.de ist neben HTTPS auch über Gopher und Gemini erreichbar.

### taz zahl ich – Paywahl
Am 9. April 2011 wurde für das Online-Angebot taz.de die freiwillige Bezahloption taz zahl ich geschaffen. taz zahl ich ist keine klassische Bezahlschranke: alle Inhalte auf der Webseite sind kostenlos. Allerdings gibt es die Möglichkeit, einen solidarischen Beitrag in frei wählbarer Höhe zu entrichten. Es sind sowohl einmalige als auch regelmäßige Beiträge möglich. Die taz nennt diese Aufforderung zur Unterstützung – in Anlehnung an den englischen Begriff Paywall – „Paywahl“.
In einem Artikel zur Aktion nennt der ehemalige taz-Online-Chef Matthias Urbach als Gründe für die Einführung dieser Bezahlmöglichkeit die weitere Finanzierungsquelle des Online-Angebots neben den Anzeigen, die Förderung von unabhängigem Journalismus, das Ersetzen der „Gratis-Kultur im Internet“ durch eine „Fairness-Kultur“ und das Bieten einer Alternative zu sogenannten „Paywalls“ und zum Kaufen einer gesamten Zeitung, wenn man nur einen einzigen Artikel lesen will.
Um für mehr finanzielle Transparenz zu sorgen, werden die Einnahmen in monatlichen Berichten auf der Webseite veröffentlicht. Das Bezahlmodell startete 2011 am ersten Tag mit 386 Zahlungen von insgesamt 1.963 Euro. 2014 erzielte die taz mit taz zahl ich insgesamt 125.917,95 Euro, 2018 lagen die jährlichen Einnahmen bei 999.362,60 Euro, 2020 konnten 1.805.792,67 Euro erzielt werden. Im August 2021 wurde erstmals die Zahl von 30.000 regelmäßigen Unterstützern überschritten.

### taz Blogs
Seit 2006 gibt es auf taz.de die Blogplattform blogs.taz.de.

## taz gazete
taz gazete (gazete bedeutet „Zeitung“ auf Türkisch) war ein türkisch-deutsches Internetportal, das am 19. Januar 2017, dem 10. Todestag von Hrant Dink, online ging. Das Portal sollte verfolgten Journalisten eine publizistische Heimat geben. Alle Beiträge erschienen sowohl in türkischer als auch in deutscher Sprache. Ermöglicht wurde das Projekt durch die taz Panter Stiftung und Spenden. Zu den Zielgruppen gehörten die türkische Community in Deutschland, Leser in der Türkei sowie interessierte Deutsche. Die Inhalte (Berichte, Kommentare, Essays und Interviews) wurden von einer eigenen deutsch-türkischen Redaktion erstellt.
taz gazete stellte ihren Betrieb im Juli 2020 ein.

## taz lab
Das taz lab ist ein auf Austausch, Streit und Debatte angelegtes Publikumsforum der taz. Durch eine Vielzahl von Experten und verschiedenen Möglichkeiten der Einbindung der Teilnehmenden wird ein breites Themen- und Meinungsspektrum abgebildet und Disput ermöglicht. Das taz lab findet seit 2009 jährlich statt.

## taz2
Am 18. Oktober 2003 wurde der Gesellschaftsteil taz2 eingeführt.

## taz Panter Stiftung
Die taz Panter Stiftung wurde am 2. Oktober 2008 als gemeinnützige Stiftung mit einem Stiftungskapital von 709.962,75 € gegründet. Die hauptsächlichen Zwecke der Stiftung bestehen darin, den „taz-Panter-Preis“ finanziell abzusichern und die taz Akademie zu betreiben, die in Workshops junge Nachwuchsjournalisten ausbildet. Die Stiftung wirbt sowohl um Zustifter, um das Kapital der Stiftung zu erhöhen, als auch um Spender, um die laufenden Projekte direkt zu fördern.
Der taz Panter wird seit 2005 jährlich als Jury- und auch als Leserpreis in Berlin verliehen. Der Preis wurde ins Leben gerufen, um Bürger bekannt zu machen, die „mit Mut und Phantasie etwas in der Gesellschaft bewegen“. Er wird an Menschen verliehen, die „gegen politische und gesellschaftliche Missstände aktiv“ sind. Der Preis ist mit 5.000 € dotiert.

## Unternehmen

### Genossenschaft
Im Zuge einer existenziellen finanziellen Krise der Zeitung wurde 1992 die Taz, die Tageszeitung Verlagsgenossenschaft eG gegründet, um neue Investitionsmittel zu erhalten und gleichzeitig die publizistische Unabhängigkeit zu wahren. Im November 2022 hatte die als Herausgeberin agierende Genossenschaft 22.459 Mitglieder. Zum Jahresbeginn 2022 betrug das Genossenschaftskapital rund 21,9 Mio. Euro. Die taz-Genossenschaft fungiert als Holding. Zur taz-Gruppe gehören sechs Teilunternehmen.

### Mitarbeiter
Seit dem 1. August 2020 sind Barbara Junge und Ulrike Winkelmann gleichberechtigte Chefredakteurinnen und Katrin Gottschalk ist stellvertretende Chefredakteurin.
Rund 250 Angestellte in Redaktion und Verlag, darunter viele freie Mitarbeiter, arbeiten für die taz, die ihre Mitarbeiter nicht branchenüblich bezahlt. Bis 1991 gab es einen Einheitslohn für alle Angestellten, vom Schriftsetzer bis zur verantwortlichen Redakteurin. Seither gibt es „Verantwortungszuschläge“ von wenigen hundert Euro, etwa für die Leiter der einzelnen Ressorts. Stand 2020 lag das durchschnittliche monatliche Bruttogehalt bei 3.042 Euro, wobei es kein Urlaubs- oder Weihnachtsgeld gibt. Die vergleichsweise niedrige Bezahlung bedingt, dass die Zeitung zur „Talentschmiede“ oder auch zum „Durchlauferhitzer“ geworden sei, denn „immer wieder kaufen große Blätter, linke ebenso wie bürgerliche, gute Schreiber weg“.
Im November 2013 geriet die taz durch eine Stellenanzeige für ein Volontariat in die Kritik, da das angebotene Gehalt in Höhe von 903,15 Euro pro Monat nur einem Stundenlohn von 5,39 Euro entspricht. Dies sorgte, besonders vor dem Hintergrund der zu dieser Zeit geführten Koalitionsgespräche und der damit verbundenen Debatte um einen flächendeckenden Mindestlohn von 8,50 Euro, für Aufsehen. Diese geringe Bezahlung begründet die taz damit, dass die Zeitung anders „nicht machbar“ sei und „größere Möglichkeiten, Freiheiten und ein einzigartiges Umfeld“ dies ausglichen. Zusätzlich wird darauf verwiesen, dass die taz ihren regulären Mitarbeitern zwar „etwa ein Drittel weniger als der Tarif für ZeitungsredakteurInnen beträgt“ zahlt, dies aber „dem Doppelte[n] des geplanten Mindestlohns“ entspreche.
Im Jahr 2014 urteilte das Arbeitsgericht Berlin, dass eine von der taz im Jahr 2013 ausgeschriebene Stellenanzeige gegen das Allgemeine Gleichbehandlungsgesetz (AGG) verstößt. Die Zeitung hatte in der Stellenanzeige explizit nach einer „Frau mit Migrationsgeschichte“ gesucht. Ein aus der Ukraine stammender Mann klagte deswegen mit Erfolg vor dem Arbeitsgericht Berlin wegen Diskriminierung, da mit dieser Formulierung Männer eindeutig von vornherein ausgeschlossen werden. Die taz wurde zu einer Entschädigungszahlung in Höhe von circa 2700 Euro verurteilt.
Die taz verfügt über einen Redaktionsrat, der sich als Wächter des Redaktionsstatuts (sogenannten taz-Verfassung) versteht. Er wird in geheimer Wahl von der Redaktion für den Zeitraum von zwei Jahren gewählt und besteht aus drei Redakteurinnen bzw. Redakteuren.

### Logo

Logo 2009

Logo 2007

Logo 2003

Das Unternehmenslogo der Zeitung ist der Abdruck einer Tatze (auch „Tazze“ genannt). Roland Matticzk von der Agentur sehstern, der Erfinder des Logos, versäumte es jedoch, sich in den Gründungsjahren der taz die Rechte daran zu sichern. Das Unternehmen Jack Wolfskin registrierte in den 1980ern ein ähnliches Logo für sich. Den Rechtsstreit zwischen den beiden Unternehmen verlor die taz im Jahr 2002, was zur Folge hatte, dass sie die Tatze nun nicht mehr auf Produkte drucken darf, die zum Kerngeschäft von Jack Wolfskin gehören. Zudem darf sie die Tatze auf eigenen Produkten nur in Verbindung mit dem Zusatz „die tageszeitung“ nutzen.
Auch gegen die Abbildung einer daraufhin mit einem Kreuz überstickten „Tazze“ neben dem geforderten Schriftzug auf einem Badehandtuch, das über den verlagseigenen taz-Shop vertrieben wird, ging Jack Wolfskin vor: „Das ‚Durchstreichen‘ des Tatzensymbols [beinhaltet] eine rufschädigende Abwertung der bekannten Marke“, monierten die Anwälte.

### Wirtschaftliche Situation
Im Jahr 2021 steigerte die taz ihre Umsatzerlöse um 6,9 Prozent auf rund 31,7 Mio. Euro.
Die Einnahmen zeigen eine zunehmende Diversifizierung. Der Großteil der Umsatzerlöse entfiel im Jahr 2021 auf den klassischen Zeitungsverkauf, hier insbesondere Abonnements mit zumindest teilweisem Bezug von Printausgaben (Print-Vollabonnement, Wochenendabo, Kombiabo). Diese Abos trugen mit rund 19,3 Mio. Euro zu den Umsatzerlösen bei. Auf reine Digitalabos entfielen weitere rund 2,6 Mio. Euro. Abos hatten somit insgesamt einen Anteil von 69,2 Prozent an den Umsatzerlösen. Hinzu kamen rund 1,2 Mio. Euro aus Einzelverkäufen, was 6,7 Prozent der Umsatzerlöse entsprach. Ein Viertel der Abonnenten zahlt freiwillig einen erhöhten Unterstützerpreis. Rund 23 Prozent nutzen das Angebot des ermäßigten Tarifs.
Anzeigenerlöse machten 7,5 Prozent der Einnahmen im Jahr 2021 und damit einen im Vergleich zu anderen Zeitungen geringeren Anteil. In der Vergangenheit waren die Inserenten der taz durch alle Medienkrisen dem Blatt treu und die Einnahmen stabil geblieben. Dies wird dadurch erleichtert, dass in der taz kaum Markenartikler und Einzelhandelsketten werben, sondern es sich weitgehend um ideell mit dem Milieu der Zeitung verbundene, kleine Unternehmen handelt.
Rund 1,1 Mio. Euro brachten im Jahr 2021 Vertriebserlöse von Le Monde diplomatique und Taz.Futurzwei. Zunehmend an Bedeutung haben die Einnahmen aus der „soften Paywall“ taz zahl ich gewonnen, die im Vergleich zum Vorjahr um 32,8 Prozent auf rund 2,1 Mio. Euro im Jahr 2021 wuchsen. Das waren rund 6,7 Prozent der gesamten Umsatzerlöse. Eine Verdopplung im Vergleich zum Vorjahr zeigte sich bei den Erlösen durch den Verkauf von Nachdruckrechten an digitale Datenbanken, was hauptsächlich auf Verträge mit Google News Showcase und Facebook News zurückgeführt wurde. Im Jahr 2021 betrugen die Einnahmen in diesem Bereich rund 0,8 Mio. Euro.
Das Grundkapital der Genossenschaft wird von den Eigentümern aufgebracht, die nicht nur keine Zinsen erwarten, sondern mit weiteren Einlagen jährlich rund 500.000 Euro für Investitionen bereitstellen. Dadurch kommt die Zeitung ohne Finanzierungskosten für Fremdkapital aus.

### Neubau

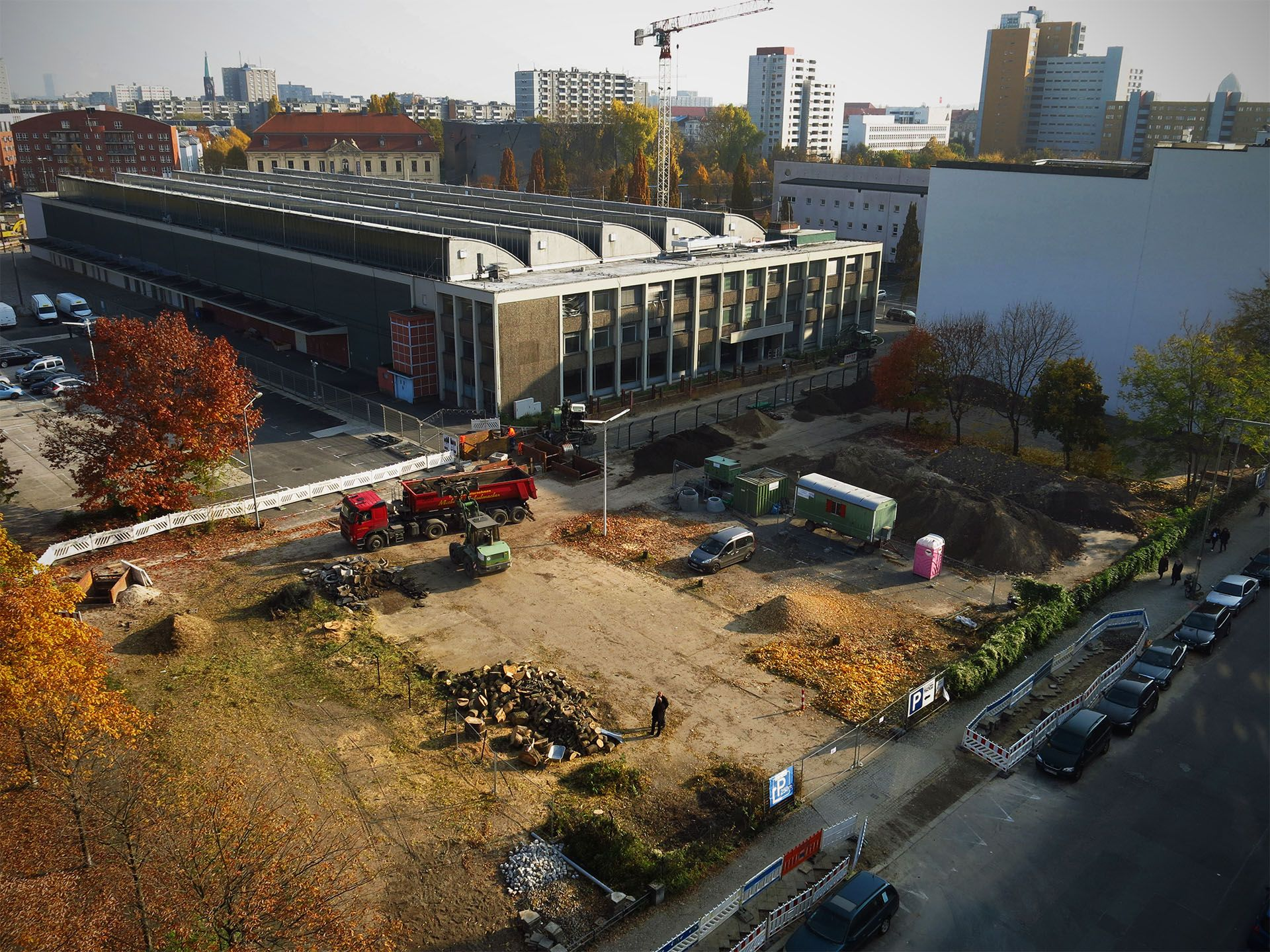
Baufeld des Neubaus an der Friedrichstraße, Oktober 2015

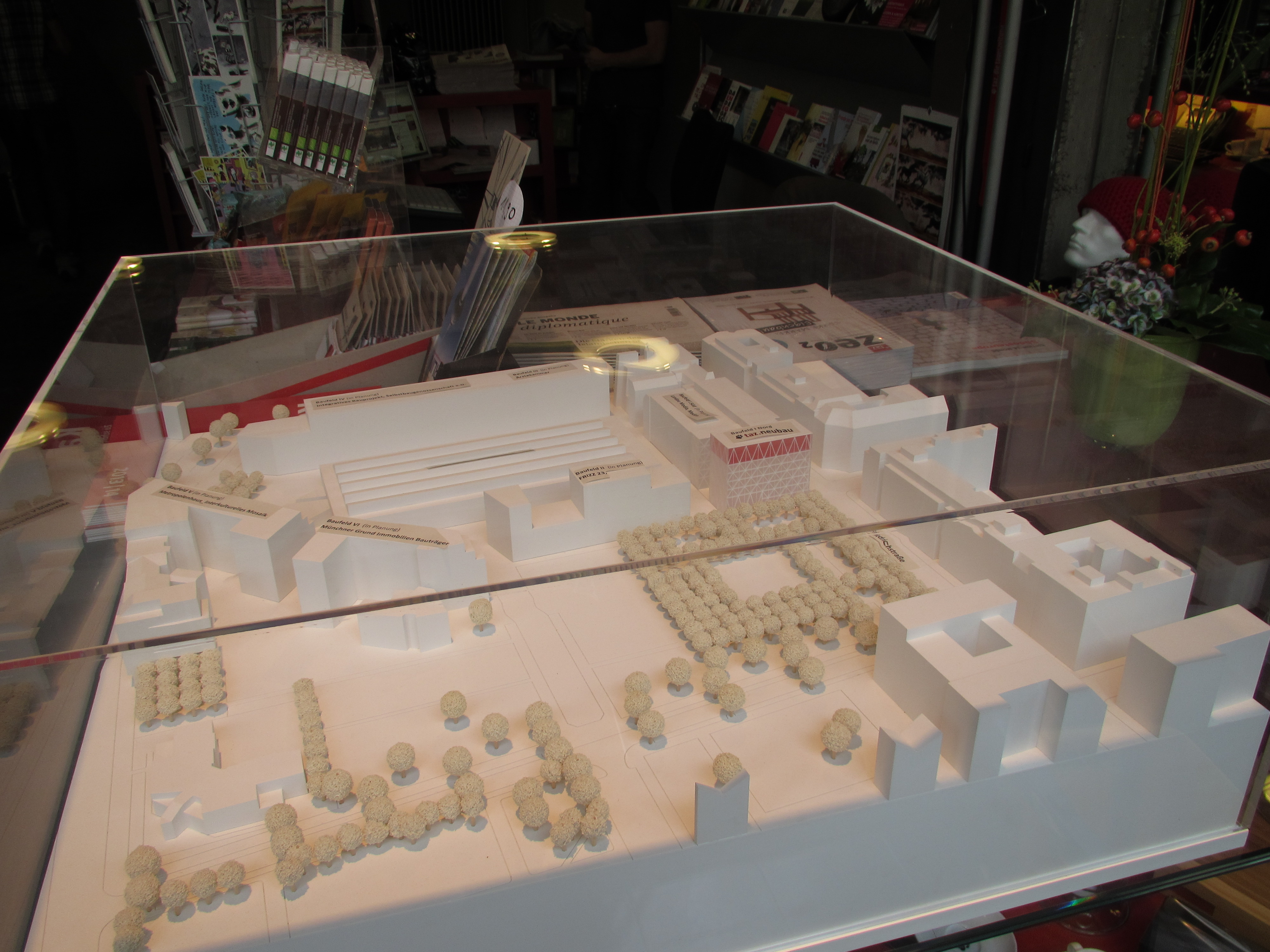
Modell des Neubaus

2013 beschloss die taz, bis 2017 einen Neubau an der südlichen Friedrichstraße im Bezirk Friedrichshain-Kreuzberg zu errichten, eingebettet in eine Stadtentwicklungsmaßnahme rund um die frühere Blumengroßmarkthalle. In den neuen, größeren Räumen sollen alle Mitarbeiter unter einem Dach arbeiten. Die Baukosten für das architektonisch anspruchsvolle Projekt mit Bezügen zum Konstruktivismus sollen 20 Millionen Euro betragen. Im August 2014 rief die taz dazu auf, als Stille Gesellschafter Einlagen für fünf oder zehn Jahre zu 2 Prozent oder 2,5 Prozent zu zeichnen. Bereits nach drei Monaten waren die anvisierten sechs Millionen Euro durch 827 Gesellschafter zugesagt. Dabei wurden rund 350 neue Gesellschafter gewonnen, knapp 400 erhöhten ihren Anteil. Im Juni 2015 wurde bekannt, dass der Neubau an der Friedrichstraße vom Bund mit einer Subvention von insgesamt 3,8 Millionen Euro gefördert wird. Der Betrag stammt aus einem Bundesfonds, mit dem der Strukturwandel in benachteiligten Gebieten ausgeglichen werden soll. Es wurde kritisiert, dass für den taz-Neubau alte Bäume vor Ort gefällt werden müssten und dass das Grundstück vom Bezirk Friedrichshain-Kreuzberg zum Vorzugspreis veräußert wurde.
Am 23. September 2016 erfolgte die Grundsteinlegung und am 14. Juli 2017 das Richtfest für das neue Verlagsgebäude der taz in der Friedrichstraße 20–22 in 10969 Berlin. Das von E2A Architekten, Zürich entworfene Gebäude wurde mehrfach ausgezeichnet, unter anderem mit dem Verzinkerpreis für Architektur und Metallgestaltung 2019 und dem Architekturpreis Berlin. Seit dem 5. November 2018 wird die taz im Neubau produziert. Das neue Gebäude ist auf eine ökologische Energieversorgung ausgerichtet. Eine 29 kW Solaranlage dient der Eigenstromversorgung. Der darüber hinausgehende Strombedarf wird aus erneuerbaren Energien von den Elektrizitätswerken Schönau geliefert. Die Heizung des Hauses erfolgt überwiegend mit der Abwärme der Server und der Kühlräume der taz-Kantine und somit indirekt auch mit erneuerbarem Strom. Das alte Gebäude verbleibt im Besitz der taz und wurde an das Co-Working-Unternehmen Betahaus vermietet, das 2021 Insolvenz anmeldete.

### Geschäftsführung
Geschäftsführer des Verlages war ab seiner Gründung bis Ende 2019 Karl-Heinz Ruch. Anfang 2020 übernahmen Andreas Bull und Andreas Marggraf als gleichberechtigte Geschäftsführer. Marggraf arbeitete bereits von 1998 bis 2007 für die taz: als Geschäftsführer der taz Nord Verlags-GmbH und als Controller der taz Entwicklungs GmbH. Davor war er für die Hilfsorganisation Ärzte ohne Grenzen tätig. Seit Juni 2020 hat die taz mit Aline Lüllmann ihre erste Geschäftsführerin. Die taz wird seitdem von den drei Geschäftsführenden gleichberechtigt geleitet. Ende Januar 2022 ist Andreas Bull in den Ruhestand gegangen. Seither wird die taz wieder durch ein zweiköpfiges Team aus Andreas Marggraf und Aline Lüllmann geführt.

## Geschichte

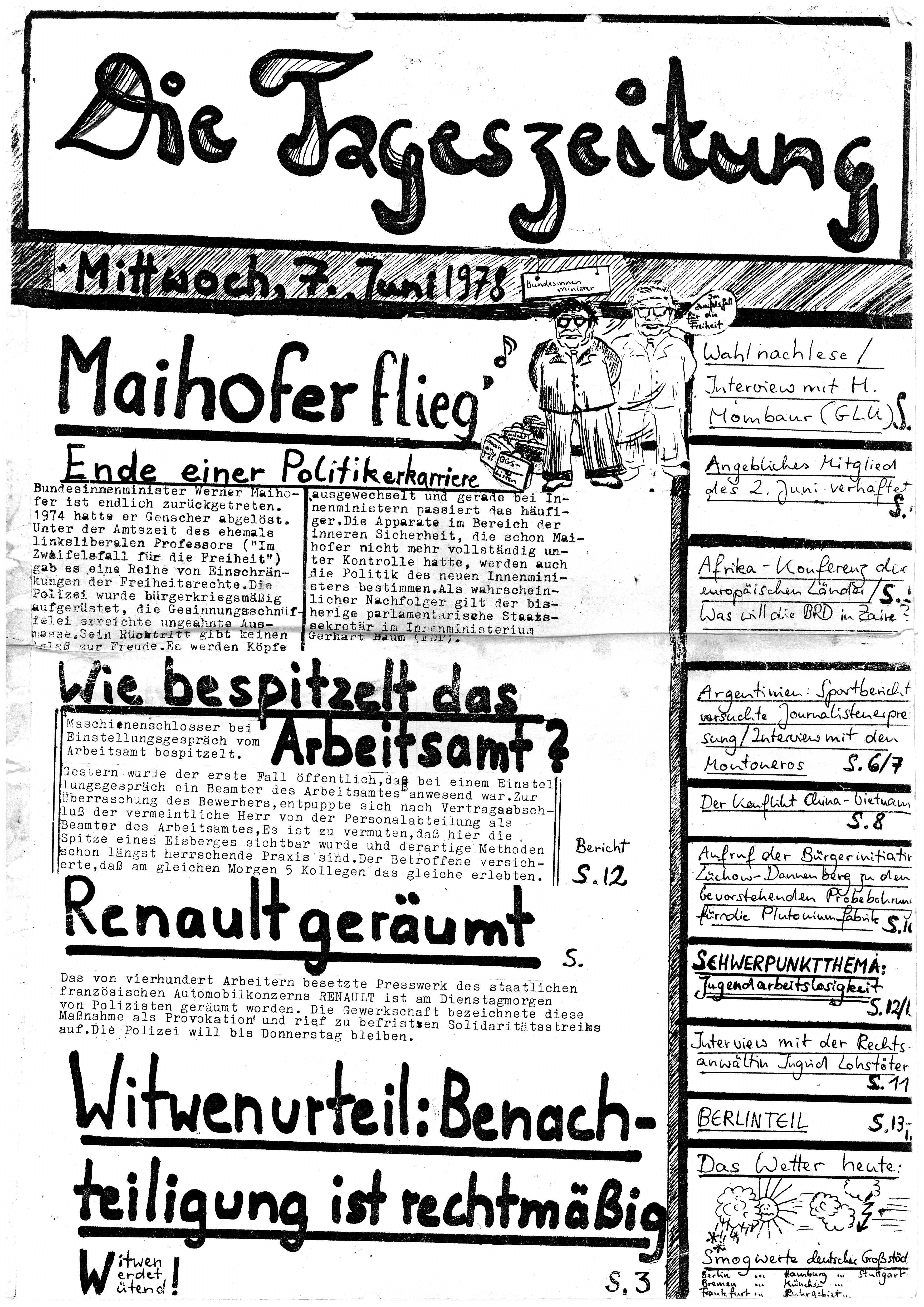
„Spielnummer“ der „Tageszeitung“ vom 7. Juni 1978 von Ute Scheub

Die taz entstand in der Folge des Tunix-Kongresses im Januar 1978 in Berlin; die Gründung war auch eine Reaktion auf den „Deutschen Herbst“ 1977. Die Anregung dazu hatte der damalige Buchhändler Max Thomas Mehr von Jean Marcel Bouguereau erhalten, einem Redakteur der gerade gegründeten französischen Zeitung Libération. Max Thomas Mehr suchte zusammen mit Hans-Christian Ströbele in Westdeutschland Unterstützer, Ströbele stellte dann das Projekt auf dem Tunix-Kongress erstmals öffentlich vor.
Am 7. Juni 1978 produzierte die Berliner taz-Initiative eine „Spielnummer“. Eine wichtige Rolle spielte dabei die damalige Studentin Ute Scheub, die die Texte schrieb und Karikaturen zeichnete. Auf diesem Weg sollten mögliche Unterstützer eine Idee bekommen, wie die Zeitung aussehen könnte. Ebenfalls 1978 komponierten Die Drei Tornados aus Werbegründen für die taz den TAZ-Swing („Mit ’nem Joint im Mund, wird die Nachricht rund, wer weiß, wer weiß“).
Nach dem Gleichheitsgrundsatz bezog jeder Mitarbeiter den gleichen Lohn von 600 Deutsche Mark. Da es im Gegensatz zur üblichen Hierarchie in Zeitungs-Redaktionen auch bessere Aufstiegsmöglichkeiten gab, wurde die taz oft als „Journalistenschule der Republik“ bezeichnet. Neben Ströbele begann beispielsweise auch der Redenschreiber von Bundeskanzler Schröder, Reinhard Hesse, seine Karriere bei der taz und war die spätere Bundesgesundheitsministerin Andrea Fischer bei der taz als Korrektorin beschäftigt. Die erste Vorausgabe erschien am 26. September 1978. Allerdings trug sie das Datum 22. September – fünf Tage hatte die Bearbeitung der „Nullnummer Nr. 1“ mit 16 Seiten gedauert. Sie enthielt einen doppelseitigen Bericht des Schriftstellers und Journalisten Gabriel García Márquez über den Sieg der Sandinistas in Nicaragua. Weitere Schwerpunkte waren die geplante Wiederaufarbeitungsanlage in Gorleben, die Verhaftung von Astrid Proll, ein Interview mit einer Animierdame einer Peepshow, der Widerstand gegen Uranbergbau im Schwarzwald sowie das NATO-Großmanöver „Autumn Forge“.

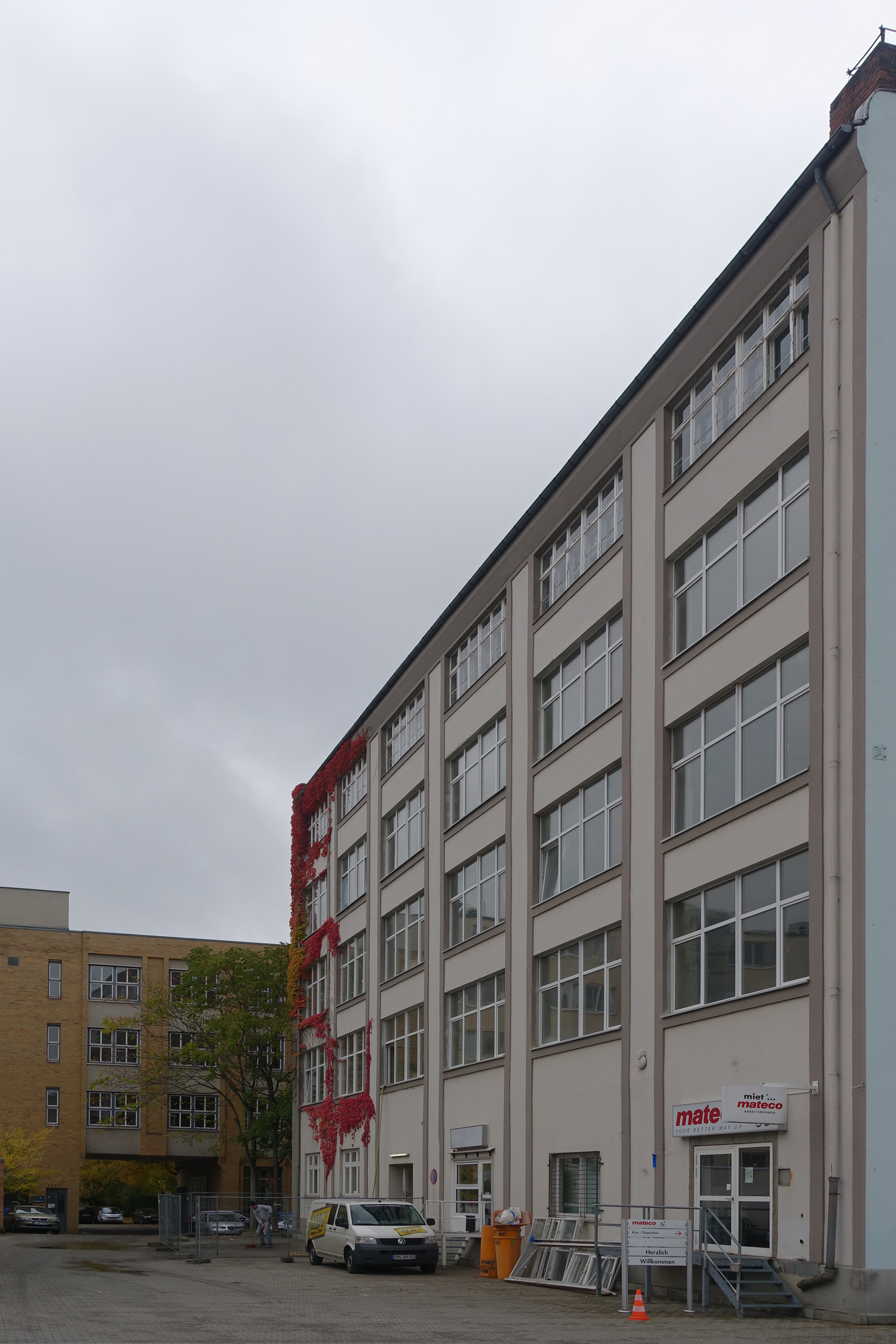
Erstes Redaktionsgebäude in der Wattstraße 11 in Berlin-Gesundbrunnen (bis 1989)

Die zweite Nullnummer erschien aus Anlass der Frankfurter Buchmesse im Oktober 1978. Die dritte Nullnummer erschien Anfang Dezember 1978 als letzte, die in Frankfurt am Main produziert wurde. Die vierte Nullnummer der taz erschien am 20. Januar 1979. Die ersten Redaktionsräume lagen von 1979 bis 1989 im Brunnenviertel in der Wattstraße 11.
Die erste reguläre Ausgabe der taz erschien dann am 17. April 1979. Die Zeitung verstand sich als Alternative – als tägliches Gegengift – zum von ihr bisher ausschließlich bürgerlich orientiert empfundenen Zeitungsmarkt mit der Zielgruppe Studenten, Alternative, Grüne, Linksliberale, linke Sozialdemokratie und später auch für die ab 1980 anwachsende Hausbesetzerbewegung.
1980 erstritten die „taz“-Gründerinnen eine erste Frauenquote (52 Prozent aller Planstellen in jedem Bereich) in Deutschland, nicht zuletzt durch den „Trick mit den Busen“, indem sie während einer Redaktionskonferenz ihre nackten Brüste zeigten.
Im Laufe der Jahre gab es mehrere Neustarts der Zeitung. Runde Jubiläen werden in der Regel mit besonderen Ausgaben gefeiert. Zum 30. Jahrestag des regelmäßigen Erscheinens im April 2009 gab es einen tazkongress, der sich aktuellen politischen Diskussionen widmete. Zudem erschien die Zeitung in einem renovierten Layout und mit einer neuen, sonntaz genannten, Wochenendbeilage, die das bisherige taz mag ablöste.
Im Jahr 1999 erschien die Zeitung als sogenannte „Titten-taz“, als Projekt zweier Redakteurinnen, eine Ausgabe gegen Sexismus und Misogynie, völlig nackt auf einer Doppelseite der Schriftsetzer Georg Schmitz. Schmitz, Mitarbeiter der ersten Stunde, war bekannt als „der Säzzer“, der beim Setzen der Texte besonders viele, teils spöttische Bemerkungen in die Texte der Redakteure einschob, ein Charakteristikum der ersten Jahrzehnte der taz. Die in eckige Klammern gesetzten Einschübe waren mit „der Säzzer“, auch abgekürzt, signiert und fanden nicht immer den Beifall der Autoren. Georg Schmitz, geboren 1952 in Aachen, starb um 24 Uhr des 12. Februars 2025. Die Ausgabe vom 20. Februar des Jahres wurde ihm zur Erinnerung noch einmal mit zahlreichen Säzzer-Einschüben versehen, gesetzt in eckigen Klammern.
Das Landeskriminalamt Schleswig-Holstein (LKA-SH) und das Bundeskriminalamt (BKA) haben bei Ermittlungen gegen eine vermeintliche terroristische Vereinigung in Norddeutschland im Vorfeld des G8-Gipfels von Heiligendamm 2007 unter anderem mindestens 19 Telefonate mit Journalisten abgehört, darunter auch Gespräche von Mitarbeitern der taz. Außerdem betroffen waren Mitarbeiter von NDR Info, Spiegel Online und tagesschau.de sowie mehrere Strafverteidiger.
Alice Schwarzer warf 2010 der taz vor, Anfang der 1980er Jahre „zentrales Forum der Pädophilie-Propaganda“ gewesen zu sein. Die FAZ kritisierte 2011 die taz, indem sie ihr zuschrieb, „Päderasten“ eine Plattform gegeben zu haben, um „Kinderschändung ideologisch zu legitimieren“. Ebenso wie in einem Bericht der Frankfurter Rundschau wurde in diesem Zusammenhang von positiven Einstellungen gegenüber der Nürnberger Indianerkommune, welche etwa ein Recht auf freie Sexualität von Erwachsenen mit Kindern forderte, in der taz zu dieser Zeit gesprochen. Ein Artikel in der taz von Nina Apin aus dem Jahr 2010 thematisierte die Problematik. Demzufolge sei das Verhältnis zur „Indianerkommune“ ambivalent gewesen. Zwischen Themen wie RAF-Hungerstreik und NATO-Doppelbeschluss sei die Auseinandersetzung mit Pädophilengruppen eine Randerscheinung gewesen. Seit den 90er-Jahren habe dann eine positive Haltung gegenüber Pädosexualität keine Sympathie mehr in der Zeitung gefunden.
Im Jahr 2013 wurde ein von der Zeitung bestellter Artikel des damaligen taz-Autors Christian Füller, der die These vertrat, dass Pädophilie bei den Grünen „keine Nebensache“ gewesen wäre, sondern „in der grünen Ideologie angelegt“ sei, von der damaligen Chefredakteurin Ines Pohl gestoppt. Pohls Entscheidung, der Wortlaut von Füllers Artikel und Einzelheiten aus der Redaktionssitzung gelangten aufgrund einer Veröffentlichung von Stefan Niggemeier an die Öffentlichkeit. Nach einem Bericht der FAZ wies Pohl den Ressortleiter des Blattes schriftlich an, es dürften „keine Texte von ihm in der taz erscheinen. Bitte sorgt dafür, dass dies nicht passiert.“ Eine Lang-Fassung des abgelehnten Artikels erschien am 14. September 2013 in der Frankfurter Allgemeinen Sonntagszeitung.
Im März 2018 veröffentlichte die taz den Innovationsreport taz Report 2021, der sich mit den zukünftigen Weichenstellungen der taz beschäftigt.
Erstmals in der 43-jährigen Geschichte der taz erschien am 20. April 2022 keine gedruckte bzw. digitale Ausgabe der taz, auch die Homepage war offline. Grund dafür war nach eigenen Angaben ein Stromausfall, der einen Serverausfall zur Folge hatte, so dass die Redaktion nicht arbeitsfähig war.
Am 26. November 2022 wurde die unter dem Autornamen Anic T. Wae veröffentlichte KI-Kolumne vorgestellt. Sie stammt nach Angaben der Redaktion von der ersten „Kolumnist*in in einer deutschsprachigen Zeitung, die kein Mensch ist“. Wae solle zeigen, dass Menschen mit einer KI zusammenarbeiten können und neue Perspektiven auf Diskussionen ermöglichen. Zur Erstellung der Texte wird eine Anwendung von OpenAI verwendet.
Seit März 2023 besteht eine Publikationskooperation mit der russischen Exilzeitung Meduza.

### Blattreformen
Nach intensiver Vorbereitung erscheint die Druckausgabe der taz seit dem 2. Oktober 2017 in einem veränderten Layout. Die letzte Blattreform im Jahr 2009 hatte das Ziel einer Zeitung in einem Guss. Ziel der Blattreform des Jahres 2017 war der Prozess der „Transformation in der die Zeitung Tageszeitung bleiben will, aber nicht mehr nur Tageszeitung bleiben kann.“
Zu den Änderungen gehören unter anderem der gemalte Hashtag auf dem Titel, Bildergeschichten auf Seite 2 sowie die Reportagedoppelseite Nahaufnahme im ersten Buch. Des Weiteren wurden die taz-App überarbeitet und die Grenzen des technisch Machbaren ausgeschöpft, um die Druckränder auszunutzen, die Zahl der angeschnittenen Themen wurde zugunsten von wenigeren vertieften Themen reduziert. Zwei weitere Details sind mehr Weißraum sowie der Verzicht auf den „Kenkel“ (nach dem Layouter Wolfgang Kenkel benanntes Viereck, siehe ■), einem grafischen Gestaltungselement, um Texte in Unterpunkte zu teilen bzw. abzuschließen.
Die Wochenendausgabe unterscheidet sich im Aufbau und Layout von der Ausgabe der Werktage. Die Konzeption des neuen Designs erfolgte in Zusammenarbeit mit den externen Artdirektoren Janine Sack und Christian Küpker.

### Rettungskampagnen
Seit ihrer Gründung stand die taz mehrmals vor der Insolvenz. Mit Aufmerksamkeit erregenden Kampagnen hat die Zeitung immer wieder versucht, mehr Abonnenten zu bekommen. Während einer sogenannten Erpressungs-Kampagne „drohte“ die Redaktion zum Beispiel damit, die Zeitung einen Tag lang ohne Fotos, ohne Kritik, als Boulevardblatt usw. erscheinen zu lassen, wenn in einer bestimmten Woche nicht genug neue Abos abgeschlossen würden. In der Folge wurden die „Drohungen“ teilweise umgesetzt. Im ersten Halbjahr 2003 konnte die tageszeitung erstmals in ihrer Geschichte einen Gewinn erzielen.
Regelmäßig wirbt die taz um neue Mitglieder für ihre Genossenschaft sowie um höhere Einlagen der Genossenschaftsmitglieder. Ende 2003 suchte die Zeitung Kapitalgeber für die taz EntwicklungsKommanditgesellschaft, die unter anderem seit dem 8. Dezember 2003 einen täglichen Lokalteil in Nordrhein-Westfalen finanzierte, der allerdings im Juli 2007 eingestellt wurde.
Im Winter 2004 startete die taz mit dem ExtraBlatt – Erlesenes erhalten eine Abokampagne, mit der zugleich auf die besondere Bedeutung von Tageszeitungen im Allgemeinen aufmerksam gemacht werden soll. Als Autoren konnten zum Beispiel Juli Zeh, Michael Jürgs, Maxim Biller, F. W. Bernstein oder Michael Rutschky gewonnen werden. Einen Ost-West-Dialog steuerten Eckhard Henscheid und Manfred Bofinger bei.
Am 30. April 2005 erhielt die taz eine neue Titelseite, mit der sie vor allem versucht, die Zahl der Kioskkäufe zu erhöhen. So steht jetzt ein bestimmtes Thema mehr im Mittelpunkt, was auch durch ein großes Bild unterstrichen wird. Stand Juni 2020 ist die Zahl der Wochenendabos auf mehr als 15.000 gestiegen.

### Aktionen
Unter dem Motto „Das einzige Medium gegen Propaganda-Müll und Verlautbarungs-Dünnsäure ist nach wie vor Literatur“ (18. September 1987) wurde die Redaktion im Herbst 1987 für drei Tage namhaften Autoren übergeben: Hans Magnus Enzensberger, Heiner Müller, Alfred Sohn-Rethel, Hans Mayer, Erich Kuby, Johannes Mario Simmel, Elfriede Jelinek und Hermann Henselmann machten dabei mit.
Nachdem seit dem 26. Februar 1990 eine in der DDR produzierte taz ddr erschienen war, veröffentlichte diese im Juni 1990 als erste Zeitung in einer Sondernummer eine Liste von 9251 Stasi-Objekten in der DDR – eine umstrittene Aktion, die auch unter DDR-Bürgerrechtlern Kritiker fand. Im September 1991 ging die dann sogenannte taz Ost in der Mutterzeitung auf.
Bei der deutschen Vorentscheidung zum Eurovision Song Contest 2003 unterstützte die taz die Sängerin Senait Mehari mit dem Lied Herz aus Eis. Den Text durften die Leser auswählen und entschieden sich für eine Version von Oliver Pinelli. Ebenso standen mehrere Melodien zur Auswahl. In der deutschen Vorentscheidung kam Senait auf den vierten Platz.
In der Samstagausgabe vor der Landtagswahl in Bayern im September 2003 verkündete die taz auf der Titelseite „Stoiber erringt klaren Sieg“ sowie das vorläufige Wahlergebnis, die Lottozahlen und Bundesligaergebnisse.
Im Dezember 2003 wurde die Redaktion im Rahmen der Studentenproteste gegen die Etatkürzungen an den Berliner Universitäten eine Zeitlang besetzt.
Im Mai 2004 startete die taz anlässlich der geplanten Liberalisierung des Kartellrechts für Zeitungen eine tägliche Reihe zu Einzeitungskreisen und machte damit erfolgreich auf die zunehmende Pressekonzentration aufmerksam.
Die Tageszeitung, die bereits seit 1982 ihren Titel klein schreibt, veröffentlichte am 12. August 2004 eine Ausgabe in der sogenannten gemäßigten Kleinschreibung. Dies war als Gegenreaktion auf die Ankündigung einiger deutscher Verlage gedacht, zur alten Rechtschreibung zurückzukehren.
Anlässlich des 25. Todestages von Rudi Dutschke am 24. Dezember 2004, beantragte die taz, einen Teil der Berliner Kochstraße als „ein Symbol für die gesellschaftliche Versöhnung der Generationen“ in Rudi-Dutschke-Straße umzubenennen. Nachdem hierüber langjährig gerichtliche Auseinandersetzungen mit einer Anwohnergemeinschaft (deren Mitglied wiederum der Axel-Springer-Verlag ist) geführt wurden, erklärte das Oberverwaltungsgericht Berlin-Brandenburg im April 2008 die Umbenennung endgültig als rechtskräftig.
Aus Markenrechtsgründen musste die taz ihre satirische Seite-1-Rubrik, die nach den ARD-Nachrichten Tagesschau benannt worden war, neu betiteln. Seitdem heißt die Rubrik „verboten“ und wurde bis April 2009 mit dem Hinweis „übrigens: verboten darf nicht tagesschau heißen“ versehen. Ab Januar 2008 wurde der Rubrik-Name täglich an Leser verkauft. Nach einem längeren Namensstreit unter der Leserschaft hatte ein Leser für fünf Euro und zehn alte Rubel den Rubrik-Namen dachgold gekauft und damit den Auftakt für einen täglich neuen und von Lesern gekauften Namen gemacht, u. a. kaufte der Schauspieler Dietmar Bär den Namen und ließ dafür „Jens Lehmann“ einsetzen. Seit dem 5. Mai 2008 wird jedoch wieder der Name „verboten“ ohne Zusatz verwendet. Zur Suche eines neuen Redakteurs für die Rubrik wurde sie im August 2011 für einige Tage mit „verlassen“ betitelt. Neben der satirischen Seite-1-Rubrik „verboten“ und der Satireseite „Die Wahrheit“ gab es von ca. 1981 bis 2003 ein weiteres „glossierendes Element“, die „Querspalte“.
Aus Solidarität mit dem iranischen Regisseur Jafar Panahi, der vom islamistischen Regime des Iran an der Ausreise zur Berlinale 2011 gehindert wurde, erschien die taz am 11. Februar 2011 in grüner Farbe, der Farbe der iranischen Oppositionsbewegung.
Zur Unterstützung der Forderung eines Frauenanteils von mindestens 30 Prozent in den Führungsetagen der deutschen Medienbranche erschien am 17. November 2012 eine von der Initiative Pro Quote gestaltete Wochenendausgabe der taz. Zur Redaktionssitzung der Sonder-taz und Diskussionsrunde zum Thema „Quote“ fanden sich tags zuvor in den Redaktionsräumen der taz auch Anne Will, Dunja Hayali, Lisa Ortgies, Annette Bruhns, Dagmar Engel und Ines Pohl sowie von Seiten der Politik Monika Grütters, Doris Schröder-Köpf und Krista Sager ein. Artikel wurden unter anderem beigesteuert von Meike und Wibke Bruhns, Giovanni di Lorenzo, Antonia Rados, Sonia Mikich, Ranga Yogeshwar, Ute Scheub, Roland Tichy und Miriam Meckel. Unter den Interviewten waren auch die Verlagsmanagerin Julia Jäkel, Familienministerin Kristina Schröder und der durch Annette Bruhns und Anne Will befragte SPD-Kanzlerkandidat Peer Steinbrück, zudem gestaltete die in Berlin lebende italienische Künstlerin Monica Bonvicini für die Aktion ein auf Seitengröße abgebildetes Kunstwerk. Begleitet wurde der Tag der Erstellung der „Quoten-taz“ durch einen „Live-Ticker“ auf der taz-Homepage.

### Keylogger-Affäre
In einem Redaktionsraum der taz entdeckte ein EDV-Mitarbeiter am 17. Februar 2015 am Rechner einer Praktikantin einen Keylogger und installierte eine Falle. Am Tag darauf wurde zunächst die Geschäftsleitung informiert sowie mittags der langjährige taz-Redakteur Sebastian Heiser beim Abziehen des Sticks beobachtet und zur Rede gestellt. Daraufhin verließ er fluchtartig die Redaktion. Noch am gleichen Abend wurde die Eingangstür des taz-Gebäudes aufgebrochen, doch blieb eine dahinter liegende zweite Tür unbeschädigt, die mit einem den meisten Mitarbeitern bekannten Code geöffnet werden konnte. Daraufhin entließ die Geschäftsführung Heiser und erstattete Strafanzeige. Die taz selbst und andere Medien berichteten anschließend über den Vorfall. Im Juni 2016 veröffentlichte die taz eine umfassende Dokumentation des Falles. Heiser hatte über mehr als ein Jahr mindestens 23 Kollegen ausgespäht, darunter 19 Frauen, die meisten wiederum Praktikantinnen. Die taz kam zu dem Ergebnis, der Datendiebstahl sei aus persönlichen Motiven erfolgt. Im Herbst 2016 kam es zur Anklage wegen Abfangens und Ausspähens von Daten in 14 Fällen. Nachdem Heiser Anfang 2017 nicht zur Verhandlung erschien, erließ das Gericht in Abwesenheit einen Strafbefehl über 160 Tagessätze à 40 Euro, der rechtskräftig wurde, da Heiser ihn akzeptierte. Heiser selbst war unmittelbar nach seiner Entdeckung unbekannt ins Ausland verzogen. Zwei Redakteure machten ihn in Kambodscha ausfindig und suchten das Gespräch, das Heiser aber weitgehend ablehnte.

## Rezeption

### Auszeichnungen (Auswahl)
- Beim Grimme Online Award 2012 erhielt die taz zwei Nominierungen, eine davon für ihr Video-Porträt-Projekt „berlinfolgen“ in der Rubrik „Kultur und Unterhaltung“. Ähnlich wie beim New-York-Times-Projekt „One in 8 Million“ wurden Menschen aus Berlin von den Redakteurinnen Frauke Böger und Plutonia Plarre unterhaltsam in Fotofilmen dokumentiert. Technisch kooperierte man dabei mit dem Produktionsteam von 2470media. Das zweite laufende Projekt heißt „Parteispendenwatch“. Es stellt eine eigene Suchmaschine zu Parteispenden in Deutschland bereit und enthält „aufwändig aufbereitetes und kostenloses OpenData-Material“. Damit sind die taz-Redakteure in der Rubrik „Wissen und Bildung“ vertreten.[181][182]
- taz-Redakteur Jost Maurin erhielt 2014 und 2017 den Journalistenpreis „Grüne Reportage“ vom Verband deutscher Agrarjournalisten (VDAJ).[183][184] 2015 wurde er als „Bester Zweiter“ beim Deutschen Journalistenpreis ausgezeichnet.[185]
- Hannes Koch erhielt 2018 den Theodor-Wolff-Preis für seinen in der taz und in der Badischen Zeitung erschienenen Artikel „Karim, ich muss dich abschieben“.[186]
- Georg Löwisch erhielt 2019 den LeadAward in Silber in der Kategorie „Blattmacher/in des Jahres: Zeitung überregional“.[187][188]
- 2019 gewann die taz in drei Kategorien den Preis Journalist des Jahres des Medium Magazin.[189][190]

- „Chefredaktion national“: Georg Löwisch
- „Wissenschaft“: Malte Kreutzfeldt
- „Team des Jahres“: für die taz-Recherchen zum rechtsradikalen Hannibal-Netzwerk Sebastian Erb, Alexander Nabert, Daniel Schulz, Christina Schmidt (Leadautorin), Martin Kaul

- 2021 wurde weiterentwickelte taz App vom Art Directors Club (ADC) in Hamburg in der Kategorie „Editorial – Zeitung – Redesign“ ausgezeichnet.[191][192]
- 2024 zeichnete das Medium Magazin die Chefredaktion der taz (Barbara Junge, Ulrike Winkelmann, Katrin Gottschalk) als „Journalistinnen und Journalisten des Jahres 2024“ in der Kategorie Chefredaktion – national (1. der Top 10 dieser Kategorie) aus.[193]

### Das Verhältnis zum Axel-Springer-Verlag

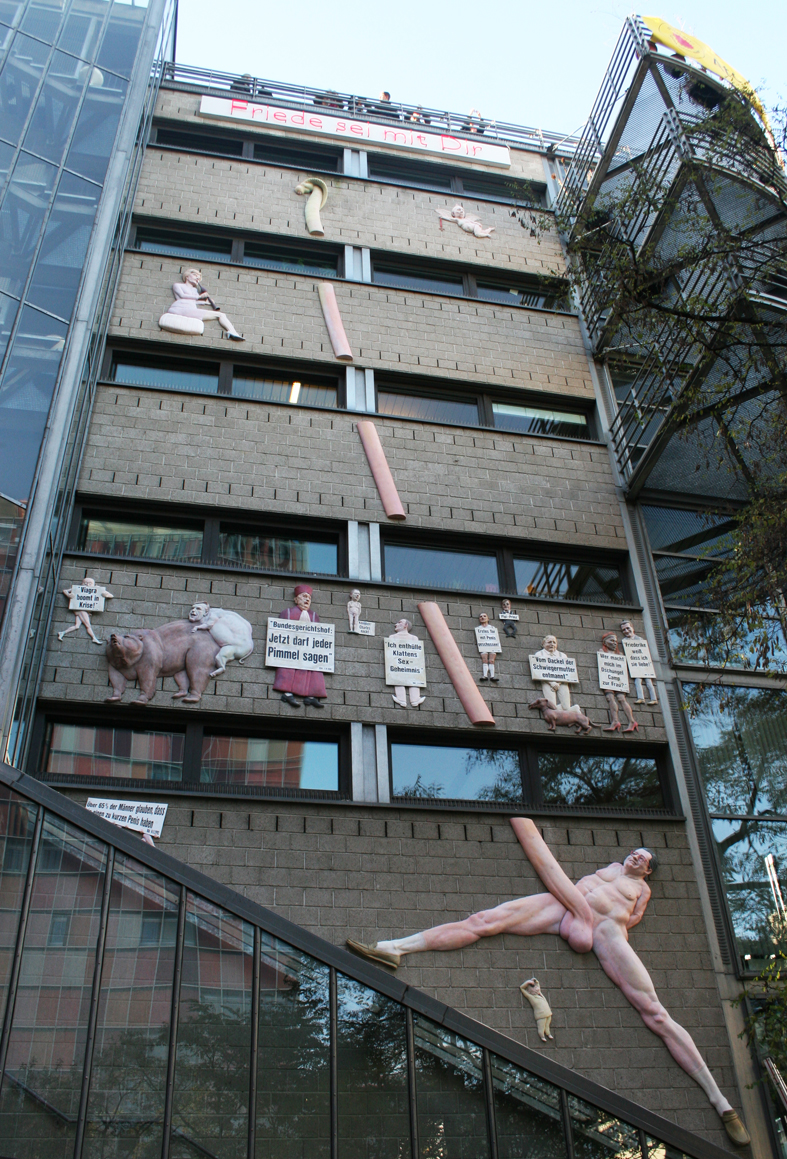
Friede sei mit Dir von Peter Lenk

Eine besondere Beziehung hat die taz zur Bild-Zeitung, die im Axel-Springer-Verlag erscheint. Deren Chefredakteur Kai Diekmann klagte gegen die taz, als deren Autor Gerhard Henschel am 8. Mai 2002 auf der Satire-Seite „die wahrheit“ behauptete, Diekmann habe sich einer Penisvergrößerung unterziehen wollen. Diekmann verklagte die Zeitung auf 30.000 Euro Schadenersatz. Das Berliner Kammergericht entschied in zweiter Instanz, dass Diekmann als Chefredakteur der Bild „bewusst seinen wirtschaftlichen Vorteil aus der Persönlichkeitsrechtsverletzung anderer sucht“ und daher „weniger schwer durch die Verletzung seines eigenen Persönlichkeitsrechtes belastet wird“ (AZ 27 O 615/02). Er müsse „davon ausgehen, dass diejenigen Maßstäbe, die er anderen gegenüber anlegt, auch für ihn selbst von Belang sind“. Daher stufte das Gericht die Persönlichkeitsverletzung als nicht so schwerwiegend ein, dass ein Schmerzensgeld angemessen sei. Gleichzeitig verbot das Gericht der taz, die Meldung zu wiederholen. Im März 2006 sagte Diekmann der türkischen Zeitung Hürriyet, dass die Klage „ein Fehler“ gewesen sei. Er habe sich dadurch umso lächerlicher gemacht. Als Reaktion auf den Rechtsstreit mit Diekmann erstellte der Künstler Peter Lenk eine satirische Skulptur, die am 15. November 2009 an der Ostwand des taz-Verlagshauses (und damit in Richtung der Büros der gegenüberliegenden Bild-Zeitung) angebracht wurde. Das sich über fünf Stockwerke spannende Kunstwerk mit dem Titel Friede sei mit Dir (auch Pimmel über Berlin genannt) zeigt als Hauptfigur Kai Diekmann mit einem überdimensionalen Penis und stellt weitere Nebenfiguren dar, die sich allesamt um Bild-Schlagzeilen der vergangenen Jahre drehen, in denen es um Penisse ging.
1999 erschien die Titten-taz im Layout eines Boulevardblatts. Die taz titelte am 50. Geburtstag der Bild-Zeitung im Jahr 2002 50 Jahre Bild – Jetzt reichts!, um so gegen den Boulevardjournalismus der Zeitung zu protestieren. Zum 25. Jubiläum der Nullnummer am 27. September 2003 wurden die „Lieblingsfeinde“ als Redakteure für einen Tag in die Redaktion der taz zur Mitarbeit eingeladen. An der als „feindliche Übernahme“ betitelten Aktion waren neben Kai Diekmann als Chefredakteur der Ausgabe auch der ehemalige BDI-Präsident Hans-Olaf Henkel, der ehemalige Verteidigungsminister Rudolf Scharping sowie Fernsehpfarrer Jürgen Fliege und der ehemalige Herausgeber der Bild-Zeitung Peter Boenisch beteiligt. In der Ausgabe wurde auch erstmals Altkanzler Helmut Kohl für die taz interviewt. Die sogenannte Feindes-taz 2003 schaffte die Rekordauflage von 100.000 Stück.
2005 ließ der Axel-Springer-Verlag die Ausstrahlung der taz-Kino-Spots „Kiosk I“ und „Kiosk II“ per einstweiliger Verfügung untersagen. Springer führte an, dass es sich dabei um eine „Rufausbeutung zu Lasten der Bild-Zeitung“ handele und die Leser von Bild abqualifiziert würden. Die Spots gewannen im August 2006 einen First Steps Award. In der Revisionsverhandlung vor dem Bundesgerichtshof (BGH) hat dieser in seinem Urteil (Az.: I ZR 134/07) vom 1. Oktober 2009 die Entscheidungen der Vorinstanzen aufgehoben und die Klage der Bild-Zeitung abgewiesen. Die taz darf die Werbespots somit wieder einsetzen und über Bild-Leser spotten.

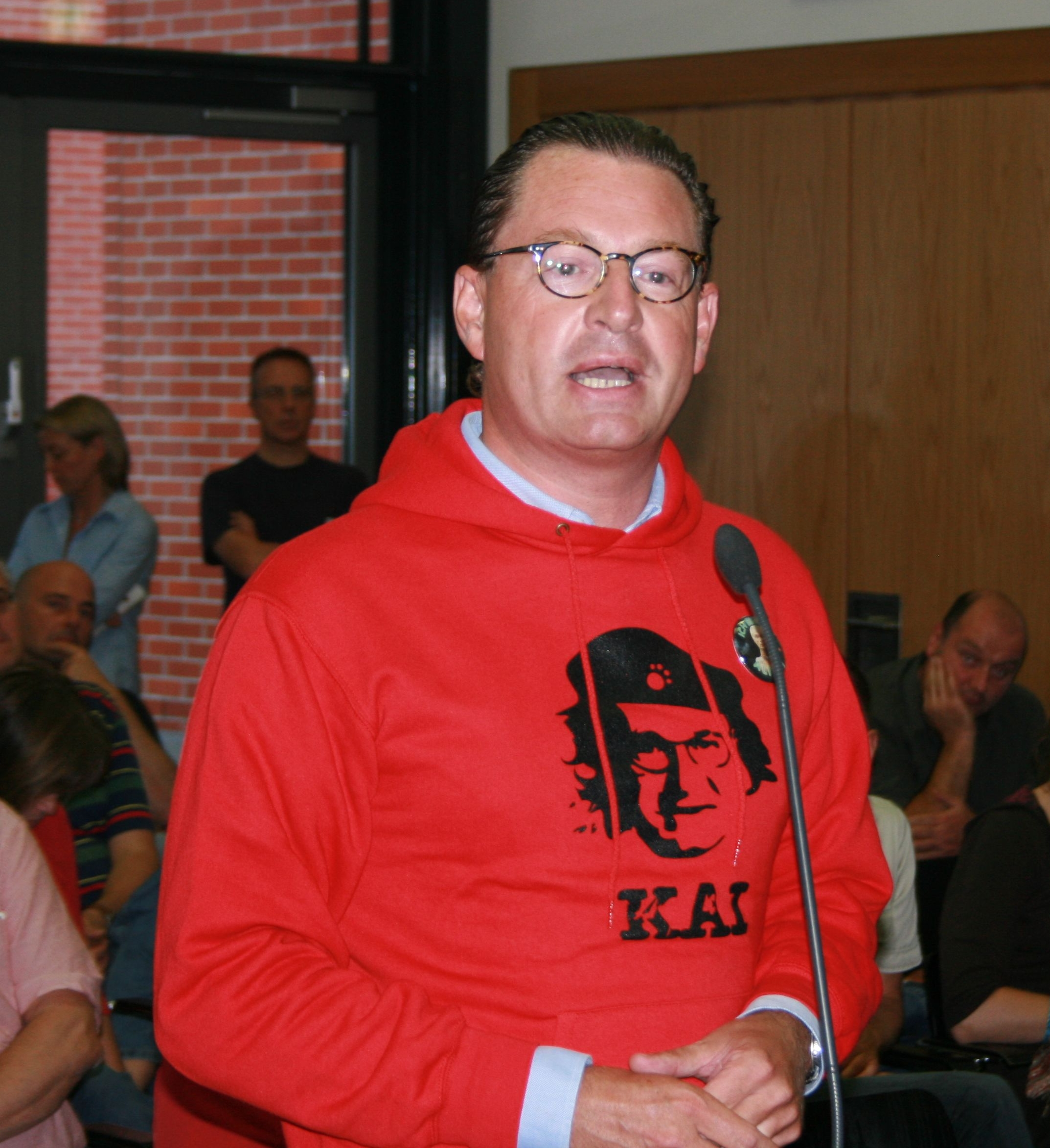
Kai Diekmann, damaliger Bild-Chefredakteur, auf der Generalversammlung der taz-Genossenschaft im Berliner ver.di-Haus (2009)

In der Sonderausgabe zum 30. Jahrestag der Erstausgabe, am 27. September 2008, gratulierte die Bild-Zeitung mit einer ganzseitigen Anzeige zu dem Jubiläum. Zu sehen war ein Pflasterstein mit Geburtstagskerze. Ähnliches wiederholte sich am 18. April 2009: die Jubiläumsausgabe zum 30. Jahrestag des regelmäßigen Erscheinens erschien mit einer Anzeige des Axel-Springer-Verlages mit der Frage: „Ist es nicht schön, ein Alter erreicht zu haben, in dem man Cocktails trinkt, anstatt sie zu werfen?“.
Im Mai 2009 wurde Bild-Chefredakteur Kai Diekmann Mitglied der taz-Genossenschaft.
Am 20. November 2009 wurde vor dem taz-Café eine gefälschte Sonderausgabe der taz verteilt, die den Titel Wir sind Schwanz! trug. Später stellte sich heraus, dass Kai Diekmann für die gefälschte Ausgabe verantwortlich war.

### SatireseiteDie Wahrheit
Die Wahrheit ist laut Eigendarstellung der taz die einzige Satire- und Humorseite einer Tageszeitung weltweit.
- Die Grünen distanzierten sich im November 2001 von der taz, nachdem die Zeitung auf ihrem Titel ein seitengroßes, nachkoloriertes Foto von Parteichefin Claudia Roth zeigte, auf dem sie einen grünen Umhang über einem roten Abendkleid trägt. Dazu lautete die Überschrift „Die Gurke des Jahres“. Chefredakteurin Bascha Mika erklärte, es handele sich lediglich um eine Satire. Die Seite habe das Satire-Ressort Wahrheit anlässlich seines zehnjährigen Bestehens gestaltet.[205]
- Ein am 26. Juni 2006 auf der Die Wahrheit genannten letzten Seite der taz erschienener Artikel führte zu Verstimmungen im deutsch-polnischen Verhältnis.[206] In dem Artikel Polens neue Kartoffel. Schurken, die die Welt beherrschen wollen. Heute: Lech „Katsche“ Kaczynski wurden der polnische Präsident Lech Kaczyński sowie sein Zwillingsbruder und damaliger Ministerpräsident Jarosław Kaczyński satirisch überhöht als politisch unerfahren und einfältig dargestellt. Die Überschrift „Polens neue Kartoffel“ war ein nur für taz-Leser erkennbarer Insiderwitz: Der frühere, aus Polen stammende Papst Johannes Paul II. wurde auf der Wahrheit-Seite der taz regelmäßig „Kartoffel“ genannt. Die kurz darauf geplanten politischen Gespräche zwischen Frankreich, Deutschland und Polen – auch Weimarer Dreieck genannt – wurden von Lech Kaczyński abgesagt. Offiziell geschah das zwar aus Krankheitsgründen, politische Analysten gingen aber davon aus, dass dies unmittelbare Folge des Artikels war. Die Absage wurde von acht ehemaligen polnischen Außenministern in einem offenen Brief vehement kritisiert. Demgegenüber forderte der Fraktionsvorsitzende der Regierungspartei PiS, Przemysław Gosiewski, Justizminister Ziobro auf, zu prüfen, ob gegen die taz ein Strafverfahren wegen Beleidigung des Präsidenten eingeleitet werden könne. Außerdem forderten polnische Regierungsvertreter die deutsche Bundesregierung auf, den Artikel zu verurteilen. Diese lehnte das jedoch mit Hinweis auf die in Deutschland geltende Pressefreiheit ab.
- Am 19. April 2011 erschien in der Rubrik „die wahrheit“ eine Glosse unter dem Titel „Die ganze Welt liebt den König von Swasiland“,[207] die in einem offenen Brief des Migrationsrates Berlin Brandenburg als rassistisch beanstandet wurde.[208] Besonders wurde die Benutzung von abfälligen und rassistischen Bezeichnungen für Schwarze kritisiert sowie deren klischeehaft sexualisierte Darstellung.[209] Die Chefredaktion der taz reagierte daraufhin mit dem Verweis auf die Autonomie der Ressorts und Autoren bei der taz. Weiterhin wurde in der Antwort auf die Meinung des Autors Michael Ringel verwiesen, der die ironische Verwendung überkommener Klischees und Stereotype innerhalb einer Glosse zum legitimen Mittel der Satire erklärt.[210][211]

### Presseratsrügen
Die erste Rüge des Deutschen Presserates erhielt die taz infolge eines satirischen Artikels in der Osterausgabe vom 18. April 1987 unter dem Titel „Gourmands und Gourmets – Gut abgehangen am Kreuz ist er allgegenwärtig. Zum Osterfest einige Tips, was etwas kultiviertere Küchen daraus machen würden.“ Dieser – bereits Jahre zuvor außerhalb von Zeitungen veröffentlichte – Artikel nahm Bezug auf das christliche Abendmahl, bei dem Brot und Wein verzehrt werden, in welchen nach offizieller Lehrmeinung verschiedener Kirchen, einschließlich der katholischen, während des Ritus Jesus Christus Gestalt annimmt. Der Artikel begann mit den ebensolchen Riten zuzurechnenden Worten „Das ist mein Leib…, das ist mein Blut…“ Daraufhin ging der Artikel zu einer historischen Darstellung des Kannibalismus über.
Das Berliner Ordinariat meldete diesen Artikel dem Deutschen Presserat und erstattete Strafanzeige. In der Beschwerde beim Deutschen Presserat hieß es, „daß die in Wort und Bild herbeigeführte Kombination mit Christus… sowie dem Wortlaut der Heiligen Schrift mit den Einsetzungsworten des Altarsakraments eine Verhöhnung und Verunglimpfung der Kirche inkauf“ nehme. Das Verfahren gegen die verantwortliche Redakteurin endete im Juli 1988 mit einem Freispruch. Das Gericht befand die Veröffentlichung als durch das Grundrecht auf freie Meinungsäußerung abgedeckt. 1992 wurde ein ebenfalls erfolgloses Berufungsverfahren initiiert. Insbesondere wurde festgestellt, dass die Veröffentlichung des Artikels nicht den Tatbestand einer Religionsbeschimpfung erfülle.
Erst über vier Jahre nach der Veröffentlichung des Artikels kam es 1991 zu der öffentlichen Rüge durch den Presserat. In dieser hieß es, dass durch den Artikel das „religiöse Empfinden der Christen“ gestört worden sei.
2009 sprach der Deutsche Presserat eine nicht-öffentliche Rüge gegen die Zeitung wegen Verstoßes gegen den Pressekodex aus. Sie hatte in ihrer Berichterstattung über einen Sorgerechtsstreit zwischen einem Elternpaar eine der beiden Streitparteien nicht befragt und damit nach Ansicht des Beschwerdeausschusses gegen die journalistische Sorgfaltspflicht verstoßen. Einen Verstoß gegen Persönlichkeitsrechte sah der Presserat, weil ein Elternteil identifizierbar gewesen sei.
2013 sprach der Deutsche Presserat eine Rüge gegen die Zeitung wegen Verstoßes gegen den Pressekodex aus. Dabei ging es um die Überschrift „Junta-Kumpel löst Hitlerjunge ab“, die nach der Wahl von Papst Franziskus erschienen war. Der Presserat monierte, damit habe die Zeitung grob gegen das Sorgfaltsgebot verstoßen. Papst Franziskus ohne ausreichende Belege in die Nähe eines Regimes zu rücken, das Zehntausende Menschen ermordet habe, verletze ihn in seiner Ehre.
Übersicht über die Rügen des Presserates gegenüber der taz:
| Jahr | Anzahl der Rügen | Bemerkungen      | Art des Verstoßes                                                            |
| ---- | ---------------- | ---------------- | ---------------------------------------------------------------------------- |
| 1991 | 1                | –                | Religion, Weltanschauung, Sitte                                              |
| 1997 | 1                | –                | Wahrhaftigkeit und Achtung der Menschenwürde                                 |
| 1999 | 1                | –                | Schutz der Ehre                                                              |
| 2000 | 1                | nicht öffentlich | Persönlichkeitsrechte                                                        |
| 2001 | 3                | –                | Sorgfalt Wahrhaftigkeit und Achtung der Menschenwürde Schutz der Ehre        |
| 2002 | 1                | –                | Wahrhaftigkeit und Achtung der Menschenwürde                                 |
| 2009 | 1                | nicht öffentlich | Sorgfalt, Persönlichkeitsrechte                                              |
| 2013 | 1                | –                | Sorgfalt, Persönlichkeitsrechte, Schutz der Ehre                             |
| 2016 | 1                | –                | Sensationsberichterstattung, Jugendschutz                                    |
| 2023 | 1                | –                | Sorgfalt (versehentliche Vorveröffentlichung des Nachrufs von Benedikt XVI.) |

2012 sprach der Deutsche Presserat eine Missbilligung wegen Verstoßes gegen den Pressekodex aus. Die Kolumne „Der Ausländerschutzbeauftragte“ von Deniz Yücel, erschienen auf TAZ Online, enthielt eine Äußerung über die Person „Thilo S.“, „[…] dem man nur wünschen kann, der nächste Schlaganfall möge sein Werk gründlicher verrichten.“ Moniert wurde, jemandem eine schwere Krankheit oder Schlimmeres zu wünschen, gehe über eine kritische Meinungsäußerung weit hinaus und sei unvereinbar mit der Menschenwürde. Die Missbilligung wurde wegen einer Verletzung der Ziffer 1 ausgesprochen.
Der Österreichische Presserat rügte 1998 einen Artikel des Balkan-Korrespondenten Erich Rathfelder über ein angebliches Massengrab in Orahovac in Kosovo, der außer in der taz auch in der österreichischen Tageszeitung Die Presse erschienen war. Der Presserat warf Rathfelder eine Verletzung journalistischer Berufspflichten vor.

### Gerichtsverfahren Sarrazin gegen taz
Thilo Sarrazin klagte nach der Rüge durch den Deutschen Presserat gegen die taz, weil er durch die von Deniz Yücel verfasste Kolumne „Der Ausländerschutzbeauftragte“ seine Persönlichkeitsrechte verletzt sah. Das Landgericht Berlin gab Sarrazin Recht und untersagte der taz, diesen Text weiter zu veröffentlichen und zu verbreiten. Sarrazin wurde eine Entschädigung von 20.000 Euro zuerkannt. Yücel hatte in einer seiner gerügten Kolumnen unter anderem erklärt, obwohl Sarrazin nie einen Schlaganfall hatte, dass „Buchautor Thilo S., den man, und das nur in Klammern, auch dann eine lispelnde, stotternde, zuckende Menschenkarikatur nennen darf, wenn man weiß, dass dieser infolge eines Schlaganfalls derart verunstaltet wurde und dem man nur wünschen kann, der nächste Schlaganfall möge sein Werk gründlicher verrichten.“

### „Positive“ Diskriminierung
Im Juni 2014 entschied das Arbeitsgericht Berlin, dass die taz einen männlichen Bewerber um eine nur für weibliche Bewerberinnen mit Migrationshintergrund ausgeschriebene Volontärsstelle diskriminiert habe und ihm daher eine Entschädigung in Höhe von drei Monatsgehältern zahlen müsse. Die taz hatte diese Benachteiligung für gerechtfertigt und erforderlich gehalten, um den Frauenanteil in journalistischen Führungspositionen zu erhöhen (Positive Diskriminierung).

### Polizeikritische Kolumne
Am 15. Juni 2020 erschien in der taz die Kolumne „Abschaffung der Polizei – All cops are berufsunfähig“ von Hengameh Yaghoobifarah, in der sie im Kontext der Black-Lives-Matter-Bewegung vorschlug, nach der Abschaffung der Polizei alle 250.000 Polizisten auf Mülldeponien zu entsorgen, aber nicht „als Müllmenschen mit Schlüsseln zu Häusern, sondern auf der Halde“, wo sie „nur von Abfall umgeben“ seien, weshalb sie sich dort „unter ihresgleichen“ ohnehin am wohlsten fühlen würden. Daraufhin erstatteten die Deutsche Polizeigewerkschaft und die Gewerkschaft der Polizei Strafanzeige wegen Volksverhetzung gegen die taz. Die Staatsanwaltschaft sah nach einer Vorprüfung in der Veröffentlichung der Kolumne keine Straftat und damit keinen Anlass, weiter in dem Fall zu ermitteln. Marc Felix Serrao kommentierte den Text in der Neuen Zürcher Zeitung und folgerte, die taz sei bis auf weiteres „ein Blatt, das menschenfeindlichen Clickbait-Müll“ publiziere.
Die Kolumne war redaktionsintern umstritten. In einer öffentlichen „innerredaktionellen Debatte über die Kolumne“ kommentierten taz-Redakteure aus unterschiedlichen Perspektiven. (Zusammenfassung und Chronologie der taz)
Beim Presserat gingen 382 Beschwerden ein. Der Beschwerdeausschuss kam am 8. September 2020 mit überwiegender Mehrheit zum Schluss, dass die Kolumne nicht gegen den Pressekodex verstößt. Die Polizei sei – anders als etwa Angehörige von religiösen oder ethnischen Minderheiten – lediglich eine Berufsgruppe und falle daher nicht unter den Diskriminierungsschutz nach Ziffer 12 des Pressekodex.

## Abkürzungen und geschichtliche Daten

### Autorenkürzel (Abbreviaturen)
Bei Kurzartikeln in der gedruckten Ausgabe der taz werden statt der vollen Namen der Verfasser Autorenkürzel (Abbreviaturen) verwendet:
- ABU = Andreas Bull[238]
- AFRO = Anne Fromm[239]
- AHA = Andreas Hartmann[240]
- AKL = Anna Klöpper[241]
- AKR = Anja Krüger[242]
- ALDI = Alexander Diehl[237]
- ALE = Anna Lehmann[243]
- ALM = Arianne Lemme[237]
- ARUE = Andreas Rüttenauer[244]
- AM = Anja Maier[245]
- AW = Ansgar Warner[246]
- AZU = Andreas Zumach[247]
- BABS = Barbara Junge[248][249]
- BD = Barbara Dribbusch[250]
- BEFI = Benjamin Fischer[251]
- BES = Benno Schirrmeister[252]
- BM = Bettina Müller[253]
- BW = Beate Willms[254]
- BPO = Bernhard Pötter[255]
- BS (B.S.) = Beate Seel[256][257]
- CEM = Cem-Odos Güler[258]
- CHR = Christian Rath[259]
- CJA = Christian Jacob[260]
- CLP = Claudius Prößer[261]
- DJ (D.J.) = Dominic Johnson[262][263]
- DK = Daniel Kretschmar[264]
- DORA = Dorothea Hahn[265]
- DRK = Dirk Knipphals[266]
- DZY = Daniel Zylbersztajn-Lewandowski[267]
- EBO = Eric Bonse[268]
- EVS = Enno Schöningh[269]
- FEZ = Felix Zimmermann[237]
- FLEE = Felix Lee[270]
- FM (F.M.) = Francois Misser[271]
- FRA = Arno Frank[272]
- FRE = Frederik Eikmanns[273]
- GA = Gereon Asmuth[274]
- GAW = Karim El-Gawhary[247]
- GERN = Johannes Gernert
- GD = Gerhard Dilger[275]
- GL = Gunnar Leue[276]
- GUT = Ulrich Gutmair[277]
- HAC = Hannah Clement[278]
- HAG = Jannis Hagmann[279]
- HAN = Sven Hansen[280]
- HAV = Rieke Havertz
- HB = Henning Bleyl[281]
- HG = Hanna Gersmann[282]
- HH = Heike Haarhoff[283]
- HK = Hannes Koch[284]
- HKO = Hannes Koch[285]
- HOL = Heike Holdinghausen[286]
- HWO = Harriet Wolff[287]
- IA = Ingo Arzt[288]
- IKA = Ines Kappert[289]
- IM = Ilija Matusko[290]
- IPO = Ines Pohl[291]
- IRO = Inga Rogg[292]
- JAF = Jan Feddersen[293]
- JAK = Jasmin Kalarickal[294]
- JFR = Joscha Frahm[295]
- JG = Jürgen Gottschlich[296]
- JMA = Jost Maurin[297]
- JMD = Jean Dumler[298]
- JOT = Johanna Treblin[299]
- JPB = Jean-Philipp Baeck[300]
- JÜK = Jürn Kruse[301]
- KAU = Kersten Augustin[302][303]
- KG = Karl Grünberg[304]
- KHD = Klaus-Helge Donath[305]
- KLH = Klaus Hillenbrand[306]
- KLI = Klaus Irler[307]
- KNW = Konstantin Nowotny[308]
- KO = Konrad Litschko[309]
- KOCH = Hannes Koch[310]
- KSC = Kai Schöneberg[311]
- LEM = Lena Müsigmann[312]
- LGU = Leonie Gubela[313]
- LHI = Lin Hierse[314]
- LK = Lars Klaaßen[315]
- LKW = Lukas Wallraff[316]
- LOGA = Lorenzo Gavarini[317]
- LÖW = Georg Löwisch[237]
- LRS = Lalon Sander[318]
- LUF = Luisa Faust[319]
- MAH = Manuela Heim[320]
- MAR = Marco Zschieck[321]
- MBR = Michael Brake[322]
- MFR = Marie Frank[323]
- MGU = Malene Gürgen[324]
- MK = Martin Kaul[325]
- MKR = Malte Kreutzfeldt[326]
- MSC = Manuel Schubert[327]
- OES = Heide Oestreich[328]
- PAB = Pascal Beucker[329]
- PKT = Bernd Pickert[330]
- PLU = Plutonia Plarre[331]
- PU = Peter Unfried[332]
- PW = Paul Wrusch[333]
- RB = Rudolf Balmer[334]
- REM = Reiner Metzger[335]
- RENI = Nick Reimer[336]
- RH = René Hamann[337]
- RLD = Ralf Leonhard[338]
- ROT = Richard Rother[339]
- RPA = Ralf Pauli[340]
- RUF = Ruth Lang Fuentes[341]
- RW = Reiner Wandler[342]
- SALT = Thomas Salter[343]
- SAM = Sabine am Orde[344]
- SCZ = Susanne Schwarz[345]
- SDO = Steffi Dobmeier[346]
- SIS = Simone Schmollack[347]
- SM = Susanne Messmer[348]
- SoFi = Sophie Fichtner[349]
- SR = Stefan Reinecke[350]
- STA = Stefan Alberti[351]
- SVE = Svenja Bergt[352]
- SNY = Sunny Riedel[353]
- TAT = Tanja Tricarico[354]
- TBA = Tobias Bachman[355]
- THOHA = Thomas Hartmann[356]
- THSC = Thomas Schmid[357]
- TOS = Tobias Schulze[358]
- UH = Ulrike Herrmann[359]
- US = Ulrich Schulte[360]
- USCH = Uta Schleiermacher[361]
- UWI = Ulrike Winkelmann[362]
- WAAM = Ambros Waibel[363]
- WERA = Uwe Rada[364]
- WIM = Jörg Wimalasena[365]
- WS = Waltraud Schwab[366]
- WYP = Andreas Wyputta[367]

### Presse- und Nachrichtenagenturen
In der taz häufig zitierte Presse- und Nachrichtenagenturen:
- afp = Agence France-Presse
- dpa = Deutsche Presse-Agentur
- epd = Evangelischer Pressedienst
- kna = Katholische Nachrichten-Agentur
- rtr = Reuters

### Chefredakteure
Chefredakteure (Redaktionsleitung) und stellvertretende Chefredakteure von 1984 bis heute
1984–1987 Thomas Hartmann
1988–1991 Georgia Tornow
1990–1991 Andreas Rostek
1992–1994 Michael Sontheimer, Elke Schmitter (stellvertretender Chefredakteur: Jürgen Gottschlich)
1994–1995 Arno Widmann
1995–1996 Norbert Thomma, Arno Luik, Thomas Schmid
1996–1999 Michael Rediske, Klaudia Wick (stellvertretender Chefredakteur: 1996–1998 Hermann-Josef Tenhagen)
1999–2009 Bascha Mika (stellvertretende Chefredakteure: 1999–2004 Thomas Eyerich, 1999–2009 Peter Unfried, 2004–2014 Reiner Metzger)
2009–2014 Ines Pohl (stellvertretende Chefredakteure: 2011–2014 Sabine am Orde, 2004–2014 Reiner Metzger; Chefreporter: Peter Unfried)
April 2014–Juli 2015 Ines Pohl, Andreas Rüttenauer (Chefreporter: Peter Unfried)
Juli 2015–September 2015 Andreas Rüttenauer (Chefreporter: Peter Unfried)
September 2015–April 2020 Georg Löwisch, stellvertretende Chefredakteurinnen seit 1. Mai 2016 Barbara Junge und Katrin Gottschalk (Chefreporter: Peter Unfried)
Mai 2020–Juli 2020 Barbara Junge, stellvertretende Chefredakteurin: Katrin Gottschalk, (Chefreporter: Peter Unfried)
seit August 2020 Barbara Junge und Ulrike Winkelmann, stellvertretende Chefredakteurin: Katrin Gottschalk (Chefreporter: Peter Unfried)

### Jubiläumsausgaben
Jubiläumsausgaben der taz:
- 1000. Ausgabe: 31. März 1983
- 2000. Ausgabe: 2. September 1986
- 3000. Ausgabe: 6. Januar 1990
- 4000. Ausgabe: 5. Mai 1993
- 5000. Ausgabe: 14. August 1996
- 6000. Ausgabe: 25. November 1999
- 7000. Ausgabe: 10. März 2003
- 8000. Ausgabe: 20. Juni 2006
- 9000. Ausgabe: 29. September 2009
- 10000. Ausgabe: 8. Januar 2013[377]
- 11000. Ausgabe: 22. April 2016
- 11912. Ausgabe: 18. April 2019[378][379][380] „…U24-Leser*innen, haben zum 40. Geburtstag der taz die Redaktion besetzt…“

Außerdem gab es Jubiläumsausgaben zu den runden Geburtstagen: 10 Jahre, 20 Jahre, 25 Jahre etc.

### Sonderausgaben
Aus besonderen Anlässen bzw. zu besonderen Themen gibt die taz Sonderausgaben heraus. Eine kleine Auswahl:
- 27. September 2003: „Heute gibt’s Kohl“ – Übernahme durch die Bild unter Leitung von Kai Diekmann zum 25. Jubiläum des Geburtstags der taz[382][383]
- 25. Januar 2017: offene Gesellschaft.[384]
- 20. Oktober 2017: 100 Jahre Oktoberrevolution[385]
- 30. August 2018: Der Klimawandel ist da[386]
- 14./15. Dezember 2019: kalle – zum Abschied des langjährigen Geschäftsführers Karl-Heinz Ruch[104] (als Gesamtausgabe zum freien Download[103])
- 21./25. Mai 2020: Entschwörungs-taz – Sonderausgabe[387] zur Coronavirus-Pandemie und zum verstärkten Auftreten von Verschwörungstheorien (als Gesamtausgabe zum freien Download[388])
- 25. September 2020: Die Klimazeitung – Freundliche Übernahme der taz durch Klimaaktivisten[389] (als Gesamtausgabe zum freien Download[390])